# Bush House
Bush House est un bâtiment classé (Grade II) à l'extrémité sud de Kingsway, entre Aldwych et the Strand, à Londres.
Faisant principalement partie du campus Strand (en) du King's College de Londres depuis 2015, Bush House était auparavant le siège du BBC World Service, avant son départ à la Broadcasting House en 2012.